# فایروود (مریلند)
فایروود (به انگلیسی: Fairwood) شهری در ایالت مریلند کشور ایالات متحده آمریکا است که جمعیت آن در سرشماری سال ۲۰۱۰ میلادی، ۵٬۰۳۱ نفر بوده‌است.